# مانلي جاستن إدواردز
مانلي جاستن إدواردز هو سياسي كندي، ولد في 18 فبراير 1892 بويست لينكولن في كندا، وتوفي في 8 مايو 1962 في نفس البلد. حزبياً، نشط في الحزب الليبرالي الكندي. وقد انتخب عضو مجلس العموم الكندي.